# Teatro isabelino

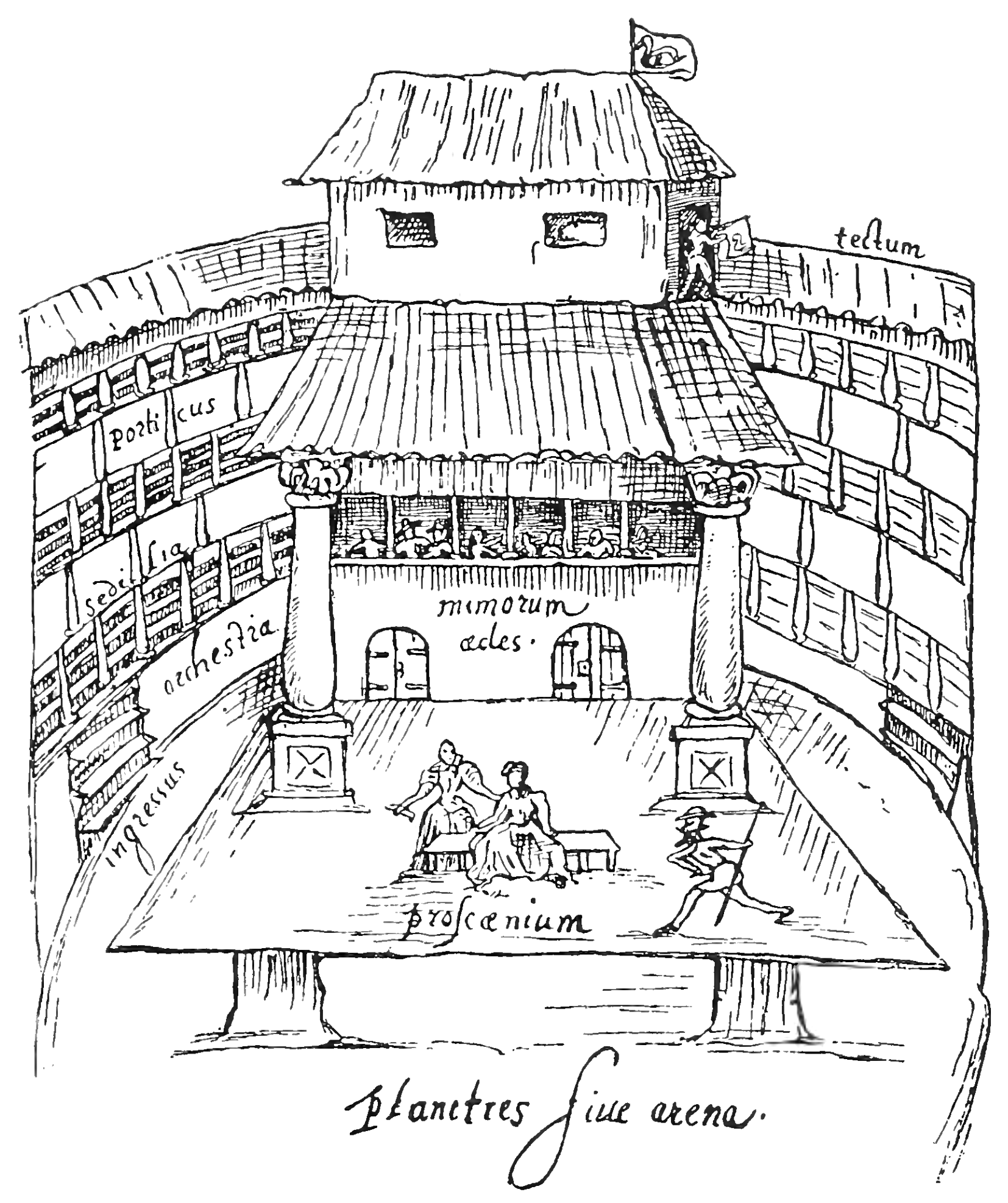
Representação de como eram os teatros isabelinos.

O teatro elisabetano (1558-1625) refere-se às obras dramáticas escritas e interpretadas durante o reinado de Elisabeth I de Inglaterra (1533-1603), sendo associado, tradicionalmente, à figura de William Shakespeare (1564-1616). O teatro elisabetano foi um período de expressão artística por meio do corpo; caracterizado principalmente como uma manifestação de arte classicista e com distinção de gêneros, espelhada na Inglaterra daquele espaço de tempo.
Para fins de estudo, estende-se, no entanto, a era elisabetana até ao fim do reinado de Jaime I, em 1625, e mais tarde, incluindo seu sucessor, Carlos I, até ao encerramento dos teatros no ano de 1642, devido à Revolução inglesa (Teatro Carolino). O fato de se prolongar além do reinado de Elisabeth I faz com que o drama escrito entre a Reforma e a clausura dos teatros em 1642 se denomine Teatro Renascentista Inglês.
Shakespeare dedica a Jaime I algumas de suas principais obras, escritas para celebrar sua ascensão ao trono soberano, como Otelo (1604), O Rei Lear (1605), Macbeth (1606 - homenagem à dinastia de Stuart) e A Tempestade (1611 - inclui, entre outras, uma "mascarada", interlúdio musical em honra do rei que assistiu à primeira representação).
O período elisabetano não coincide cronologicamente, em sua totalidade, com o Renascimento europeu e menos ainda com o italiano, mostrando um forte acento maneirista e até mesmo barroco em suas elaborações mais tardias.

## Fatores histórico-sociais

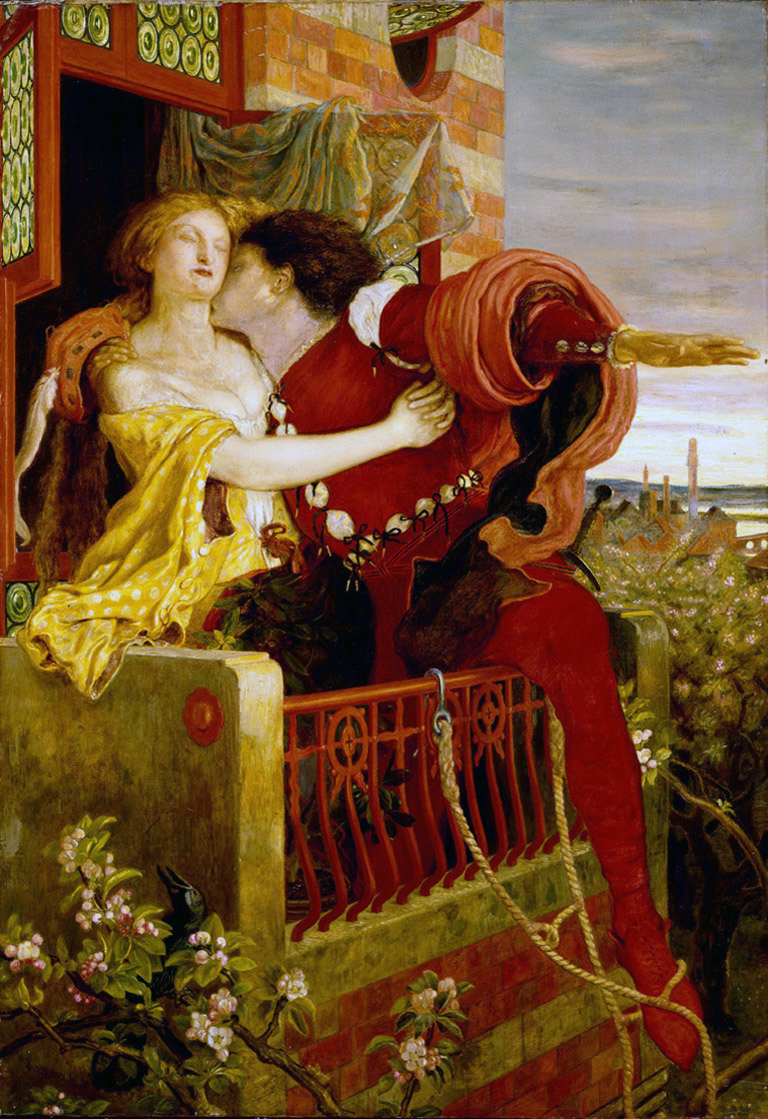
Romeu e Julieta, quadro de Ford Madox Brown

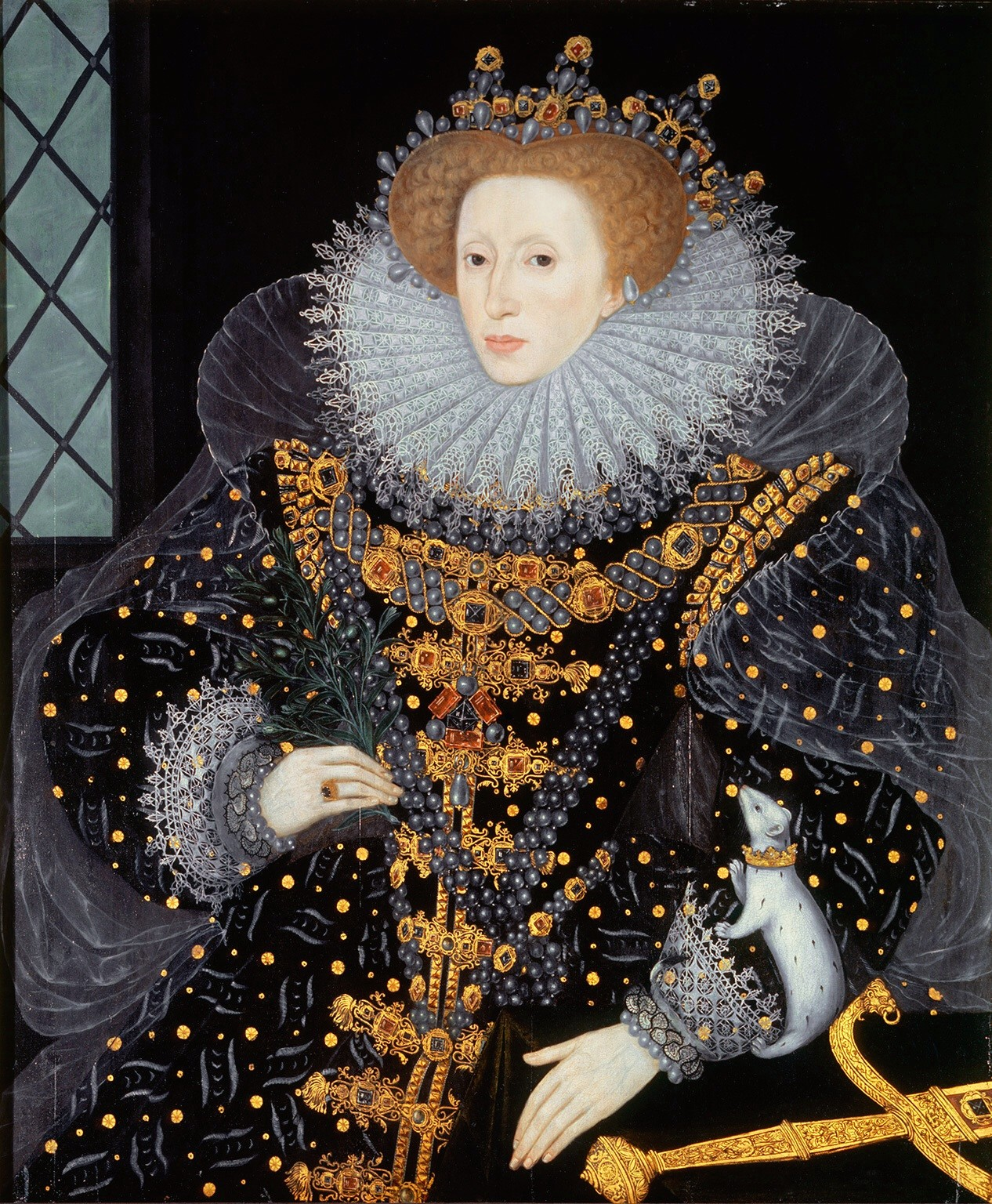
Isabel I de Inglaterra (1533-1603)

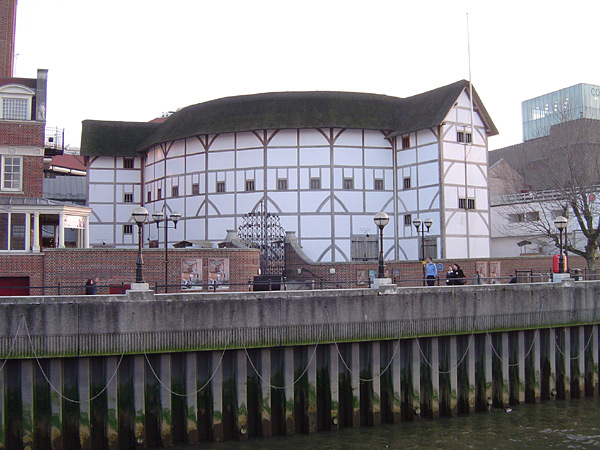
Globe Theatre, em Londres

A época elizabetana representou o ingresso da Inglaterra na Idade Moderna, num mundo sob o impulso das inovações científico-tecnológicas como a teoria heliocêntrica de Nicolau Copérnico e das grandes explorações geográficas (neste momento começa a colonização europeia da América do Norte). A peça A Tempestade, por exemplo, é ambientada, não por casualidade, em uma ilha do Caribe cuja população, representada simbolicamente pelo "selvagem" Caliban e sua mãe, a bruxa Sycorax, está submetida às artes mágicas de Próspero, isto é, à tecnologia e ao progresso dos colonizadores europeus.
A separação da órbita do Papado e do Sacro Império Romano, com a derrota de Filipe II de Espanha e de sua Invencível Armada (1588), e a estabilidade econômica obtida com a expansão do comércio através do Atlântico, selaram o triunfo de Isabel e o nascimento de uma Inglaterra modernizada. Nesta época de intercâmbios culturais, cresceu o interesse pela humanae litterae e, portanto, pela Itália, para onde os intelectuais fugidos de Constantinopla (1453) haviam levado consigo antigos manuscritos dos grandes clássicos gregos e latinos, fazendo surgir um interesse sem precedentes pela Antiguidade grega e romana.
Desenvolveu-se, então, na Itália, o Humanismo, destinado a amadurecer no século XVI durante o Renascimento, com a criação de uma arte nova influenciada pela cultura clássica assim como por uma renovação tecnológica em grande escala, cujo reconhecido expoente é Leonardo da Vinci. Se na Itália o Renascimento se esgotou até a metade do século XVI, no norte da Europa (aonde chegou mais tarde) perdurou até as primeiras décadas doséculo XVII.

## Interesse pela Itália
Este desejo de renovação e de modernidade se difundiu, também, em Londres. Nem sequer os sinistros relatos de supostas viagens ao país por parte de Maquiavel, como o The Unfortunate Traveller, or the Life of Jack Wilton, de Thomas Nashe, puderam diminuir o entusiasmo do público: a amoralidade de O Príncipe e os boatos das conjuras papais contribuíram, em seu lugar, a manter vivo o interesse pela Itália. Na própria capital era possível notar uma comunidade de imigrantes italianos (muitos dos quais eram dramaturgos e atores) que tiveram possivelmente relações de amizade e de frequente colaboração profissional com os tradicionais ingleses Shakespeare e Christopher Marlowe.

## O êxito de Sêneca
Na época de Shakespeare não havia muitos que podiam ler os dramas em latim e menos ainda em grego, língua que só então começava a ser conhecida. As obras de Sêneca, já objeto de grande interesse para os humanistas italianos, se difundiram, sobretudo através de adaptações italianas que se afastavam não pouco do espírito original. Os autores introduziram nas representações cenas de violência e crueldade, no lugar da verdadeira história narrada por seus testemunhos. Mas foi a versão italianizada, onde o mal era representado com toda sua intensidade, o que encantou os dramaturgos isabelinos e encontrou interesse do público.	 

## A tragicomédia e o novelesco

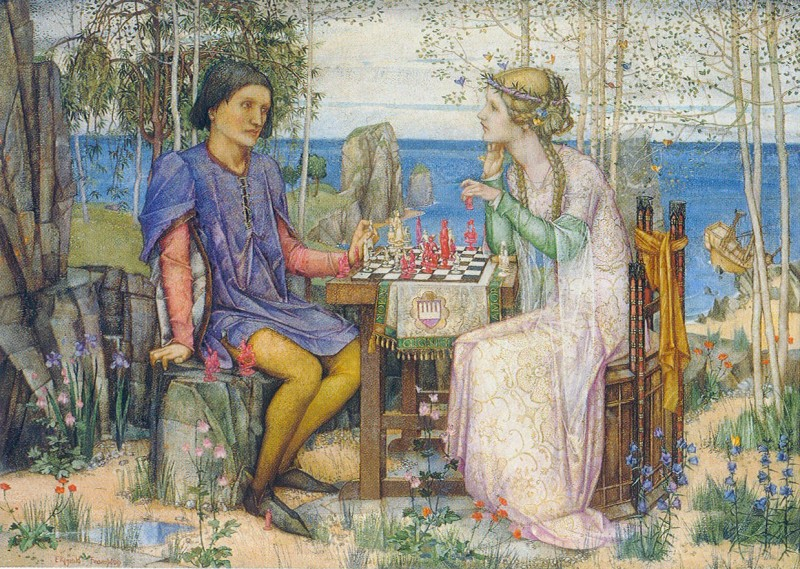
Fernando e Miranda, em A Tempestade (ato V), por Edward Reginald Frampton (britânico, 1870-1923).

A mistura do tragicômico com o novelesco resultou num  drama muito ligado aos efeitos cênicos e que se apodera das emoções mais violentas que então se associa às paixões do amor: o quadro antigo pintado por mãos sutis é restaurado com traços grosseiros que quase ocultam o toque do artista. Não é por casualidade que os mesmos dramaturgos renascentistas trabalhassem contemporaneamente com obras do tipo "misto", assim como as "pastoris" ou as "tragicomédias", fusão de comédia e tragédia, juntando o trágico, o cômico e o novelesco.
A mistura de gêneros, própria do Renascimento inglês, foi, também, experimentada pelos isabelinos, cujas tragédias e comédias mantiveram, contudo, uma maior separação irônica e realista. A Tempestade tem muito de tragicomédia, mas a ironia e a comicidade das personagens, a profundidade da exploração filosófica, lhes conferem maior valor. O mesmo se pode dizer de muitas outras grandes comédias de Shakespeare e isabelinas, nas quais o cômico se mistura com o trágico, como por outra parte ocorre no cinema moderno. O cômico de O Rei Lear, com a loucura do rei caído em desgraça pela traição de suas filhas, às quais, por afeto, havia presenteado todo seu patrimônio, proporcionavam o alívio cômico ao público, fazendo ressaltar, como pelo efeito do chiaroscuro, a tragédia pessoal de Lear e a nacional da Inglaterra maltrapilha, por causa da guerra civil.

## Inovações com respeito ao teatro continental
A época isabelina não se limitou a adaptar os modelos: renovou felizmente a métrica com o verso branco, que imita bem fielmente o verso latino senequista, libertando o diálogo dramático da artificialidade da rima, enquanto se conserva a regularidade de cinco sílabas poéticas em cada verso. O verso branco foi introduzido por Henry Howard quando, no ano de 1540, publicou uma tradução da Eneida usando esta forma métrica, mas deve se esperar a Gorboduck, de Sackville e Norton (1561) para que se usasse no drama para chegar a culminar na epopeia bíblica de John Milton, o Paraíso Perdido. A ideia de se usar uma métrica semelhante ocorreu a Howard pela versão da Eneda de Molza, inventor do Versi sciolti (verso livre). O teatro isabelino introduz, assim mesmo, uma série de técnicas teatrais de vanguarda que foram utilizadas séculos mais tarde pelo cinema e a televisão. O cenário inglês no fim do século XVI (sobretudo em Shakespeare) apresenta uma frequente e rápida sucessão de cenas que fazem passar rapidamente de um lugar a outro, saltando horas, dias ou meses com uma agilidade quase igual à do cinema moderno. O verso branco trabalha uma parte não menor, conferindo à poesia a espontaneidade da conversação e a naturalidade do recitado. 
A Poética de Aristóteles, que definiu a unidade de tempo e ação (a de espaço foi adicionada pelos humanistas) no drama, conseguiu se impor melhor no continente: somente alguns classicistas de estilo acadêmico, como Ben Jonson, seguiram ao pé da letra os preceitos, mas estas personagens não têm a vida dos de Shakespeare, permanecendo (sobretudo no caso de Jonson) em nível de "tipos" ou "máscaras". Foi, sobretudo, graças à renúncia às regras que o teatro isabelino pôde se desenvolver daquela nova forma, nas quais Shakespeare, Beaumont, Fletcher, Marlowe e muitos outros encontraram campo fértil para seu gênio. 

## Modernidade e realismo das personagens
A releitura isabelina dos clássicos supôs um vendaval de inovações em histórias já milenares, exaltando, na verdade, a qualidade universal das grandes personagens históricas e lendárias. Com outro estilo e outra técnica, inclusive os temas sociais são tratados de maneira moderna, em toda sua complexidade psicológica, infringindo consolidados tabus sociais (sexo, morte, canibalismo, loucura). Cabe pensar no amor proibido entre Romeu e Julieta, dois jovens de quatorze anos que decidem, em poucos dias, se casar e fugir de casa; na representação do suicídio dos amantes. Em O Rei Lear o abandono do velho rei por parte das filhas é o tema dominante, e não há coisa que resulte mais atual que o drama do abandono dos idosos e a fragmentação do núcleo familiar. Qualidade esta que, longe de piorar as personagens, as fazem mais semelhantes a nós, demonstrando que esta época ainda nos comovem profundamente.

## O teatro dentro do teatro
Que o teatro isabelino era um "teatro aberto", não somente no sentido literal do termo, parece demonstrado também pelo sentido da auto-ironia dos atores e dos dramaturgos isabelinos. O ator gosta de falar ao público por "entrelinhas", para dar a volta com a personagem mesmo estando recitando, antecipando o distanciamento irônico do teatro de Bertolt Brecht. Para essa classe de atores o dramaturgo isabelino inventa o teatro dentro do teatro. Viu-se a mascarada em A Tempestade, mas o exemplo mais emblemático é o de Hamlet, no qual o jovem herdeiro ao trono da Dinamarca contrata um grupo de atores itinerantes para representar ante os olhos de Claudio, do que suspeita ter assassinado seu pai, um drama que reconstrói o suposto assassinato. Ao final, Claudio se levanta, desgostoso e aterrorizado, deixando a corte. Por isso o jovem Hamlet se convence da culpa (até então sem provas) de seu padrasto, tramando seu assassinato. Pode-se encontrar destes dentro do teatro isabelino, com êxito semelhante ao do "cinema dentro do cinema", mas também com o "teatro dentro do cinema".     

## O teatro que se fez cinema
Que o teatro isabelino em geral e Shakespeare em particular se anteciparam a seu tempo, parece demonstrado, afirmou Anthony Burgess, pelo êxito das transposições cinematográficas e das dramatizações televisivas, quase como se aqueles dramas houvessem sido escritos para nós. É destacado o êxito do filme Romeu e Julieta de Franco Zeffirelli. Paradoxalmente, tal adaptabilidade ao cinema parece dever-se a que a origem do teatro isabelino se encontra, em gêneros dramáticos medievais, como os mistérios, os milagres e as moralidades, representações de caráter popular que se desenvolviam nas mãos dos atores. A necessidade de improvisação (frequentemente auxiliada por um pouco de humor) junto da falta de arquiteturas teatrais sofisticadas, mais que preocupar os atores, os libertavam das excessivas constrições da posta em cena enquanto que a falta de efeitos especiais foi suprida pela invenção poética, recriando com ricas descrições, um pouco como ocorreu com o rádio após a televisão, aquilo que lhe faltava, enriquecendo a linguagem dramática mais além de toda medida.  

## Espaço teatral

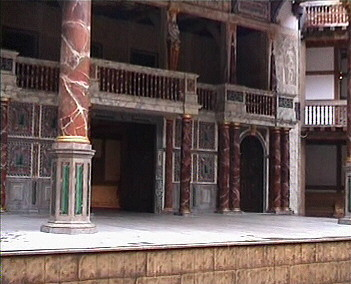
Cenário do Globe Theatre, pisado por Shakespeare

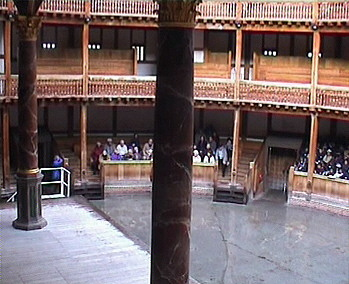
Plateia do Globe Theatre, vista desde o cenário

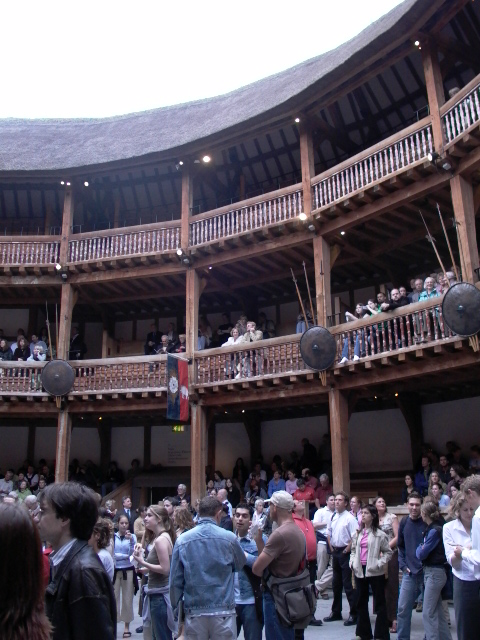
As galerias

O teatro isabelino era popular, mas tinha má reputação. As autoridades de Londres o proibiram na cidade, por isso que os teatros se encontravam do outro lado do rio Tâmisa, na zona de Southwark ou Blackfriars, fora das competências das autoridades da cidade.
O estabelecimento de teatros públicos e economicamente proveitosos foi um fator essencial para o êxito do teatro inglês renascentista. O momento decisivo foi a edificação do The Theatre por James Burbage, em Shoreditch, em 1576. The Theatre foi seguido rapidamente pelo Curtain Theatre (1577). Uma vez que os teatros públicos de Londres - incluindo o The Rose (1587), The Swan (1595), The Globe Theatre (1599), o Fortune Theatre (1600), e o Red Bull (1604) - estiveram em funcionamento, o teatro poderia ser uma distração permanente, em lugar de algo eventual.
Estes teatros conservaram muito da antiga simplicidade medieval. Certas escavações arqueológicas do final do século XX mostraram que ainda possuindo os teatros diferenças individuais, sua função comum fazia com que todos seguissem um simples esquema geral. Inspirado em sua origem nos circos da época para a luta entre ursos e cães ou nas hospedarias, estabelecimentos baratos de províncias, o edifício teatral consistia em uma construção muito simples, de madeira ou de pedra, frequentemente circulares e dotados de um amplo pátio interno, fechado ao redor e sem teto. Tal pátio se transformou na plateia dos teatros, enquanto que as galerias derivaram das bancadas internas das pousadas. Quando a pousada ou o circo se transformaram em teatro, pouco ou nada se modificou da antiga construção: as representações aconteciam no pátio, à luz do sol. O ator isabelino recitava no meio, não diante do povo: de fato, o cenário adentrava em uma plateia que o circundava por três lados (somente a parte posterior era reservada aos atores, ficando a resguardo do edifício). Como na Idade Média, o público não era simples espectador, senão um participante do drama. A ausência dos "efeitos especiais" refinava a capacidade gestual, mímica e verbal dos atores, que sabiam criar com maestria lugares e mundos invisíveis (a magia de Próspero em A Tempestade alude metaforicamente a esta magia "evocativa").
Entre o segundo e o terceiro plano do cenário costumavam ficar os músicos. O aforo era entre 1 500 e 2 mil espectadores. Não existiam interrupções entre um ato e outro, já que era escassa a cenografia. O mobiliário e os objetos davam a localização da ação (um trono era a corte, uma mesa de taverna, uma taverna etc.).
Outros teatros posteriores, como o Blackfriars Theatre (1599), o Whitefriars (1608) e o Cockpit (1617), eram fechados e com teto. Com a criação do Salisbury Court Theatre em 1629, o público de Londres tinha seis teatros, entre os quais poderiam escolher: três que sobreviviam da época dos grandes teatros públicos ao ar livre, o Globe, o Fortune e o Red Bull, e três teatros particulares, menores e fechados. Desta forma, a capacidade teatral da capital era de mais de 10 mil pessoas depois de 1610.

## Um teatro sem classes
Enquanto o drama renascentista italiano se desenvolvia com uma forma de arte elitista, o teatro isabelino resultava em um grande fascinador de todas as classes, sendo assim um "nivelador" social. Às representações compareciam príncipes e camponeses, homens, mulheres e crianças, porque a entrada estava ao alcance de todos, se bem que com preços distintos:
| “ | O que fica de pé, embaixo, paga só um penique, mas se quer se sentar, entram por outra porta, onde pagam outro penique; se deseja se sentar sobre uma almofada no melhor lugar, de onde não só se vê tudo, senão que também pode ser visto, tem que pagar em uma terceira porta por outro penique. | ” |

Comparecer ao teatro era um costume muito arraigado na época. Por isso todos os dramas deviam satisfazer gostos diversos: os dos soldados que desejavam ver guerras e duelos, das mulheres que procuravam por amor e sentimento, dos advogados que se interessavam pela filosofia moral e pelo direito, e assim com todos. Inclusive a linguagem teatral reflete esta exigência, enriquecendo-se com registros muito variados e adquirindo grande flexibilidade de expressão.

## As companhias e os atores
Para construir uma personagem verdadeira, humanamente próxima a nós, não se considerava necessário utilizar grandes vestuários nem ser arqueologicamente fiéis aos fatos históricos.
As companhias funcionavam sobre um sistema de repertório. Raramente interpretavam a mesma obra dos dias seguidos.
Empregar atrizes estava proibido pela lei, e assim se manteve durante o século XVII, inclusive sob a ditadura puritana. As personagens femininas eram, então, representadas por homens. Mas isto não diminuiu o êxito das representações, como prova o testemunho da época e os contínuos protestos contra as companhias teatrais, por parte dos administradores puritanos da City.
Era um teatro que funcionava por companhias privadas e formadas por atores, que pagavam aos autores para poderem interpretar suas obras e a outros atores secundários. Alguns alugavam o teatro e outros eram proprietários do mesmo. Em cada companhia havia um aristocrata, que era uma espécie de apoderado moral. Somente a proteção acordada pelo grupo de atores com príncipes e reis - se o ator vestia seu uniforme de gala não podia ser, de fato, preso - pôde se salvar Shakespeare e muitos de seus companheiros das prisões de impiedade lançadas pela municipalidade puritana. Uma lei de 1572 eliminou as companhias que careciam de um patrocínio formal, ao considerar seus membros "vagabundos". O nome de muitas companhias teatrais deriva, desta forma, do patrocínio: The Admiral's Men e The King's Men eram os "homens do almirante" e "os homens do soberano". Uma companhia que não houvesse tido um poderoso mecenas a suas costas, podia se encontrar em uma série de dificuldades e ver seus espetáculos cancelados de um dia para o outro.
A estes problemas é somado que, para os atores, o salário era muito baixo.
O Conselho Real tinha que dar o visto a todas e cada uma das obras, já que existia a censura, com respeito aos temas morais como o sexo, a maldade, as manifestações de Deus, a Igreja etc.

## Os autores

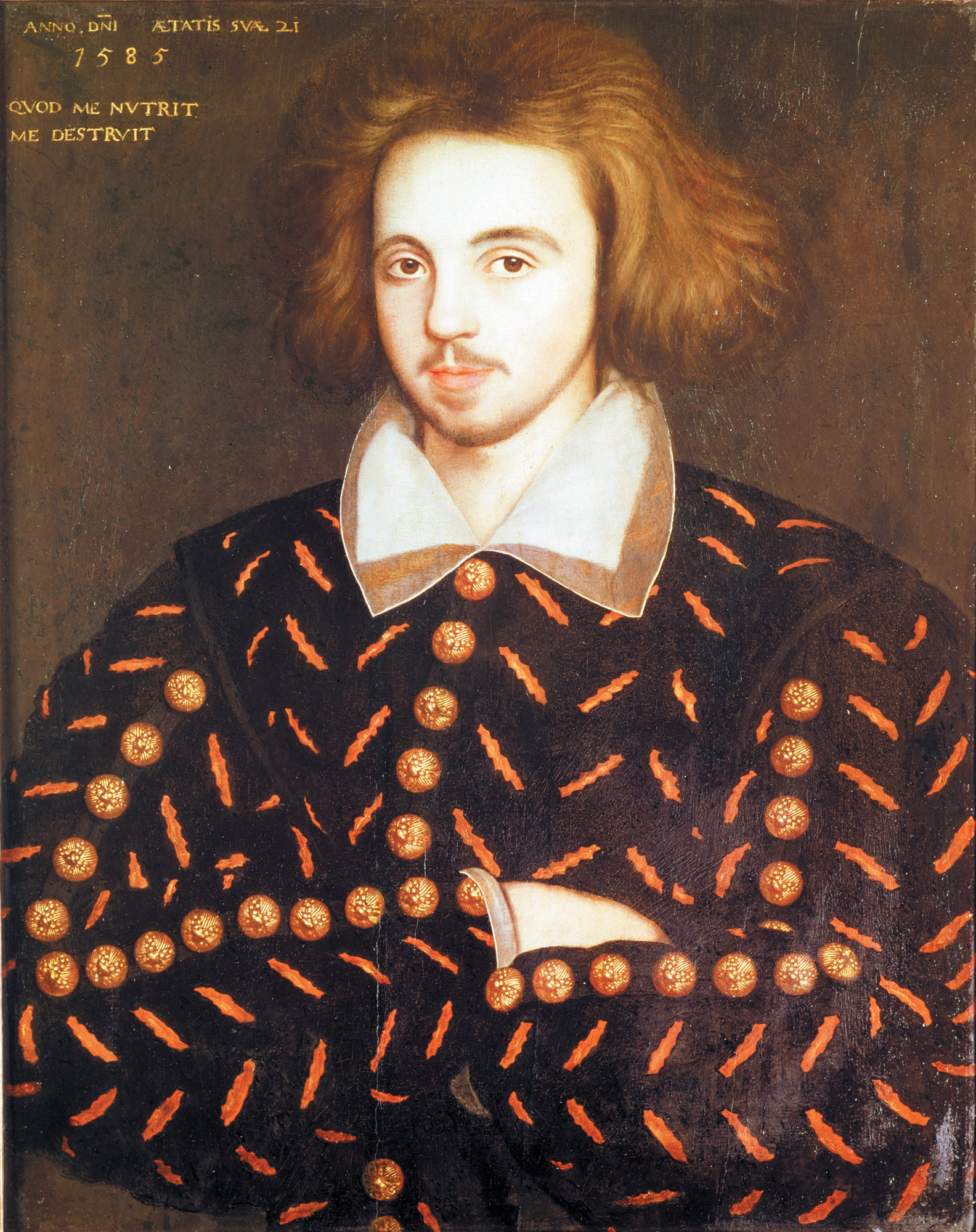
Christopher Marlowe (1564-1593)

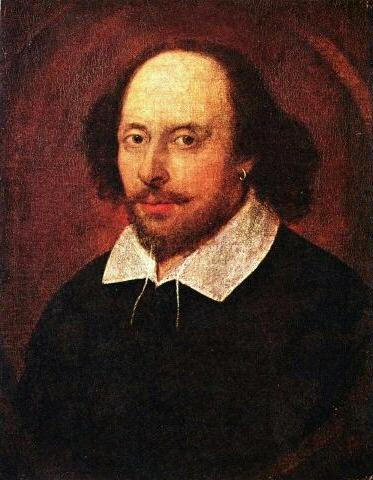
William Shakespeare (1564-1616)

### Lista de atores
| - Edward Alleyn - Robert Armin - Christopher Beeston - James Burbage - Richard Burbage | - Henry Condell - Nathan Field - John Heminges - Thomas Heywood | - Will Kempe - William Rowley - William Shakespeare - Richard Tarlton |